# 1915 w muzyce
Wydarzenia muzyczne w 1915 roku.

## Urodzili się
- 13 stycznia – Tadeusz Żakiej, polski muzykolog, pisarz i publicysta muzyczny (zm. 1994)
- 24 stycznia – Vítězslava Kaprálová, czeska kompozytor i dyrygent (zm. 1940)
- 25 stycznia – Zofia Stachurska, polska śpiewaczka klasyczna (sopran) i pedagog (zm. 1980)
- 27 stycznia – Jack Brymer, angielski klarnecista i pedagog (zm. 2003)
- 2 lutego – Karol Stryja, polski dyrygent i pedagog (zm. 1998)
- 8 lutego – Georges Guétary, francuski pieśniarz i aktor (zm. 1997)
- 2 marca – Anthony Lewis, angielski dyrygent, muzykolog, kompozytor i pedagog (zm. 1983)
- 8 marca – Tapio Rautavaara, fiński lekkoatleta, oszczepnik. Mistrz olimpijski z Londynu (1948); piosenkarz i aktor (zm. 1979)
- 10 marca – Charles Groves, angielski dyrygent (zm. 1992)
- 17 marca – Mária Kišonová-Hubová, słowacka śpiewaczka operowa (sopran) (zm. 2004)
- 20 marca
  - Władimir Jurowski, rosyjski kompozytor (zm. 1972)
  - Swiatosław Richter, rosyjski pianista (zm. 1997)
  - Rosetta Tharpe, amerykańska wokalistka gospel (zm. 1973)
- 23 marca – Michał Szopski, polski śpiewak operowy (tenor) (zm. 2011)
- 24 marca – Władysław Szeptycki, polski śpiewak operowy i operetkowy (tenor) (zm. 1980)
- 27 marca – Robert Lockwood Jr., amerykański gitarzysta bluesowy (zm. 2006)
- 31 marca – Wanda Klimowicz, polska pianistka, akompaniatorka, korepetytorka Opery Warszawskiej (zm. 2013)
- 1 kwietnia – Tadeusz Wroński, polski skrzypek, pedagog (zm. 2000)
- 7 kwietnia – Billie Holiday, amerykańska śpiewaczka jazzowa (zm. 1959)
- 12 kwietnia – Hound Dog Taylor, amerykański wokalista i gitarzysta bluesowy (zm. 1975)
- 25 kwietnia – Italo Tajo, włoski śpiewak operowy (bas) (zm. 1993)
- 2 maja – Van Alexander, amerykański muzyk jazzowy, kompozytor i aranżer (zm. 2015)
- 6 maja – George Perle, amerykański kompozytor i teoretyk muzyki (zm. 2009)
- 28 maja – Wolfgang Schneiderhan, austriacki skrzypek i pedagog (zm. 2002)
- 29 maja
  - Igor Buketoff, amerykański dyrygent, aranżer i pedagog (zm. 2001)
  - Karl Münchinger, niemiecki dyrygent (zm. 1990)
- 6 czerwca – Vincent Persichetti, amerykański kompozytor muzyki poważnej (zm. 1987)
- 7 czerwca – Jan Malinowski, polski dyrygent, działacz muzyczny i pedagog (zm. 2001)
- 9 czerwca – Les Paul, amerykański gitarzysta jazzowy, wynalazca w zakresie technik nagrywania i gitar elektrycznych (zm. 2009)
- 12 czerwca – Zeke Zarchy, amerykański trębacz swingowy (zm. 2009)
- 15 czerwca – Nini Theilade, duńska tancerka, choreograf i pedagog (zm. 2018)
- 18 czerwca – Vic Legley, belgijski kompozytor (zm. 1994)
- 28 czerwca – David Edwards, amerykański muzyk bluesowy (zm. 2011)
- 1 lipca – Willie Dixon, amerykański basista, wokalista, autor tekstów i producent (zm. 1992)
- 4 lipca – Zaki Nassif, libański kompozytor (zm. 2004)
- 9 lipca
  - David Leo Diamond, amerykański kompozytor i pedagog (zm. 2005)
  - Alfred Orda, polski śpiewak operowy (baryton) (zm. 2004)
- 27 lipca – Mario Del Monaco, włoski śpiewak operowy (tenor) (zm. 1982)
- 28 lipca
  - Helena Dunicz-Niwińska, polska skrzypaczka, tłumaczka literatury z zakresu historii muzyki poważnej oraz autorka wspomnień wojennych (zm. 2018)
  - Frankie Yankovic, amerykański muzyk, wokalista, akordeonista, aranżer i kompozytor pochodzenia słoweńskiego (zm. 1998)
- 4 sierpnia – Irving Fields, amerykański pianista i kompozytor (zm. 2016)
- 26 sierpnia – Humphrey Searle, angielski kompozytor i teoretyk muzyki (zm. 1982)
- 2 września – Hans-Joachim Koellreutter, niemiecki kompozytor i dyrygent (zm. 2005)
- 3 września – Knut Nystedt, norweski kompozytor, dyrygent i organista (zm. 2014)
- 4 września – Rudolf Schock, niemiecki śpiewak operowy (tenor) (zm. 1986)
- 19 września – Blanche Thebom, amerykańska śpiewaczka operowa (mezzosopran) (zm. 2010)
- 20 września – Kurt Graunke, niemiecki kompozytor, skrzypek i dyrygent (zm. 2005)
- 22 września – Franciszek Maklakiewicz, polski kompozytor (zm. 1939)
- 7 października – Roman Padlewski, polski kompozytor, pianista, muzykolog, skrzypek, dyrygent, krytyk muzyczny, podporucznik, powstaniec warszawski (zm. 1944)
- 10 października – Harry Edison, amerykański trębacz jazzowy (zm. 1999)
- 18 października – Thomas Round, angielski śpiewak operowy i aktor (zm. 2016)
- 21 października
  - Barbara Kostrzewska, polska śpiewaczka (sopran liryczno-koloraturowy) (zm. 1986)
  - Stanisław Urstein, polski pianista-akompaniator, dyrygent, pedagog (zm. 1970)
- 27 października – Page Morton Black, amerykańska piosenkarka kabaretowa (zm. 2013)
- 2 listopada – Douglas Lilburn, nowozelandzki kompozytor (zm. 2001)
- 3 listopada – Henryk Hubertus Jabłoński, polski kompozytor i pedagog (zm. 1989)
- 8 listopada – Lamberto Gardelli, włoski dyrygent (zm. 1998)
- 9 listopada – Hanka Bielicka, polska aktorka, artystka kabaretowa (zm. 2006)
- 9 grudnia – Elisabeth Schwarzkopf, niemiecka śpiewaczka (sopran liryczny) (zm. 2006)
- 12 grudnia
  - Jeremi Przybora, polski poeta, autor, pisarz i aktor (zm. 2004)
  - Frank Sinatra, amerykański wokalista (zm. 1998)
- 14 grudnia – Rəşid Behbudov, azerski piosenkarz i aktor (zm. 1989)
- 19 grudnia – Édith Piaf, francuska pieśniarka (zm. 1963)
- 21 grudnia – Werner von Trapp, austriacki piosenkarz (zm. 2007)

## Zmarli
- 2 stycznia – Károly Goldmark, austriacko-węgierski kompozytor, skrzypek i pedagog muzyczny (ur. 1830)
- 24 stycznia – Jan Hřímalý, czeski skrzypek i pedagog (ur. 1844)
- 12 lutego – Émile Waldteufel, francuski kompozytor, autor popularnych walców, polek i galopów (ur. 1837)
- 12 marca – Heinrich Schulz-Beuthen, niemiecki kompozytor, pedagog i krytyk muzyczny (ur. 1838)
- 20 marca – Franz Xaver Neruda, morawski wiolonczelista i kompozytor (ur. 1843)
- 27 kwietnia – Aleksandr Skriabin, rosyjski pianista i kompozytor (ur. 1872)
- 6 maja – Tadeusz Bukowski, polski śpiewak operowy (baryton) (ur. 1886)
- 14 maja – Rudolf Strobl, polski pianista i pedagog muzyczny pochodzenia niemieckiego (ur. 1831)
- 1 czerwca – Jan Abert, czeski kompozytor (ur. 1832)
- 19 czerwca – Siergiej Taniejew, rosyjski kompozytor, nauczyciel i dyrektor konserwatorium w Moskwie (ur. 1856)
- 15 lipca – Ludwik Grossman, polski kompozytor, organizator życia muzycznego, dyrygent, pianista i organista (ur. 1835)
- 29 września – Rudi Stephan, niemiecki kompozytor muzyki klasycznej (ur. 1887)
- 5 października – Otto Malling, duński kompozytor (ur. 1848)
- 26 października – August Bungert, niemiecki kompozytor operowy (ur. 1845)
- 14 listopada – Teodor Leszetycki, polski pianista, kompozytor i pedagog muzyczny (ur. 1830)
- 19 listopada – Joe Hill, amerykański pieśniarz, działacz związkowy, członek Robotników Przemysłowych Świata (IWW), poeta, dramaturg (ur. 1879)
- 4 grudnia – Gustav Hollaender, niemiecki kompozytor, skrzypek i pedagog muzyczny (ur. 1855)
- 17 grudnia – Adam Wroński, polski skrzypek, kompozytor, dyrygent i pedagog (ur. 1850)